# Рот-ан-дер-Рот
Рот-ан-дер-Рот (нім. Rot an der Rot) — громада в Німеччині, знаходиться в землі Баден-Вюртемберг. Підпорядковується адміністративному округу Тюбінген. Входить до складу району Біберах.
Площа — 63,46 км2. Населення становить 4588 ос. (станом на 31 грудня 2020).